# Brian Bromberg
Brian Bromberg (* 5. prosince 1960, Tucson, Arizona) je americký jazzový kontrabasista a také baskytarista, který byl nominován na cenu Grammy Award za své album Downright Upright.

## Život
Brian byl vychováván odmalička jako muzikant, protože jeho otec a bratr hráli na bicí nástroje. Už ve dvou letech se projevil jeho talent na hudbu, když začal bouchat do všech věcí okolo a tak ho jeho otec začal učit na bicí. Ve třinácti letech začal hrát Brian na cello. Později ho učitel vedoucí školní orchestr ve kterém Brian hrál, nasměroval ke kontrabasu. Brian začal hrát s různými skupinami a žádný koncert neodmítnul, takže vystupoval skoro každou noc. V roce 1979, Marc Johnson, basista pracující pro jazzového pianistu Bill Evans, slyšel Bromberga hrát a tak ho doporučil saxofonistovi Stan Getz, který hledal nového basáka. Když Brianovi bylo 19 let a hrál na basu šest let, jel na turné s Stan Getz. Brian začal hrát s dalšími muzikanty světové třídy a také se začal věnovat sólové kariéře.

## Diskografie
- Bassically Speaking (1985)
- New Day (1985)
- Basses Loaded (1988)
- Magic Rain (1989)
- It's About Time: The Acoustic Project (1991)
- Brian Bromberg (1993)
- You Know That Feeling (1997)
- Wood (2002)
- Jaco (2002)
- Choices (2004)
- Bass Freak Out (2004)
- Metal (2005)
- Wood II (2006)
- Downright Upright (2007)
- It Is What It Is (2009)
- Bromberg Plays Hendrix (2010)